# Kabát (hudební skupina)
Kabát je česká rocková skupina z Teplic existující od roku 1983 a na hudební scéně aktivně působící nepřetržitě od roku 1988. Za svou kariéru skupina vydala 13 studiových alb, kterých se prodalo přes 1 200 000 kopií, reprezentovala Česko na soutěži Eurovision Song Contest ve Finsku v roce 2007, kde neuspěla a poměrně pravidelně obsazuje 1. místo v anketě Český slavík. Návštěvnost jejich vystoupení se pohybuje okolo 20 000 lidí na jeden koncert. Největším úspěchem skupiny bylo výroční vystoupení na pražském Vypichu roku 2014, kam dorazilo přes 70 000 fanoušků. V roce 2014 byla uvedena do Beatové síně slávy rádiem Beat. Od roku 1991 hraje bez personální změny a nikdy od té doby nepřerušila svoji činnost.

## Historie

### Začátky a první album (1983–1991)
Hudební skupinu Kabát založil v roce 1983 v Teplicích spolu s kamarády ze školy baskytarista Milan Špalek a kytarista Tomáš Krulich. V roce 1985 byli někteří členové skupiny odvedeni na tehdy povinnou vojenskou službu a Kabát přibližně na tři roky zastavil svoji činnost. V polovině roku 1988 Kabát obnovil činnost, tentokrát už jako thrash metalové těleso, připojil se zpěvák Josef Vojtek a bubeník Radek Hurčík. Podle skupiny došlo ke zlomu v roce 1989, kdy natočili dvě své písně na kompilaci Rockmapa a o rok později další dvě na sampler Ultrametal. V letech 1989 a 1990 natočila skupina své první demo s názvem Orgazmus, které ovšem nikdy oficiálně nevyšlo a šířilo se mezi posluchači na audiokazetách. Tehdy Kabát vystupoval s kytaristy Jiřím Buškem a René Horňákem, kteří kapelu chvíli poté opustili a byli nahrazeni vracejícím se Tomášem Krulichem a novým kytaristou Lubošem Illišem, který byl záhy vystřídán Otou Váňou. Tentýž rok obsadila skupina třetí místo v anketě Objev roku se skladbou „Koleda, koleda“.
V roce 1991 poté Kabát uvedl na trh pod společností Monitor své debutové album, Má jí motorovou. Na vydání desky měl velkou zásluhu také Petr Janda, který kapele umožnil zveřejnění některých písniček na projektu Rockmapa. Zde si jich všimli právě lidé z vydavatelství Monitor a nabídli kapele Kabát spolupráci. Alba se celkově prodalo 69 000 kusů. Skupina díky tomuto úspěchu vyhrála ceny Anděl v kategorii Objev roku a zároveň obsadila 3. místo ve vídeňské soutěži talentů. S vydáním první desky se managementem skupiny stala společnost Sokol's Power Voice, se kterou Kabát spolupracoval až do roku 1999.

### Děvky ty to znajaColorado(1992–1994)
V roce 1992 Kabáti vydali koncertní album Živě!, které bylo nahráno na koncertech v Brně a Břeclavi. Na tomto „živáku“ kromě písní z předchozí studiové desky kapela vydala také píseň „Žízeň“, jež se stala prvním velkým hitem skupiny. Další rok vyšlo album Děvky ty to znaj, které měla skupina natočeno za dva týdny. Obal desky nakreslil malíř Petr Urban, jemuž Kabáti následně věnovali písničku „Pivrnec“. K propagaci alba skupina vyrazila na své první „velké“ turné, které vzbudilo obrovský zájem. Koncert v pražské Lucerně se podařilo vyprodat tři dny před začátkem vystoupením a současně byl vyhlášen akcí roku. Alba se celkem nakonec prodalo okolo 85 000 kusů, čímž se podařilo překonat počet prodaných kopií předchozí desky.
V září roku 1994 vydala skupina třetí řadovou desku Colorado, za kterou za necelé dva týdny získala zlatou desku za tehdejších 25 000 prodaných kusů a na konci listopadu také platinovou desku za 50 000 prodaných kusů. Obě ocenění Kabát přebral na vyprodaném koncertu v pražské Lucerně. S touto deskou se kapela zároveň dostala také do českých rádií, a to paradoxně s bluegrassovou písní „Colorado“, která byla původně zamýšlena pouze jako vtip. Toto album se stalo nejúspěšnější studiovou nahrávkou v historii skupiny, prodalo se ho kolem 96 000 kopií. Píseň „Jak ti šlapou Kabáti“ se později stala hymnou českého hokejového týmu, který v roce 1996 vyhrál mistrovství světa.

### Země plná trpaslíkůaČert na koze jel(1995–1998)
Na začátku roku 1995 skupina získala za album Colorado od časopisu Rock Report ceny skupina roku a deska roku. Ocenění přebrala také od časopisu Bang, a to v kategorii skupina roku, album roku a radost roku. Mezitím skupina ve studiu Hacienda nahrávala čtvrtou desku, kterou vydala v listopadu téhož roku pod názvem Země plná trpaslíků. Původní název měl podle kapely znít Sněhurka je negr, ale nakonec nebyl použit. I přes rozporuplné přijetí fanoušky se celkový počet prodaných kusů vyšplhal na 82 000. Zpěvák Vojtek o ní s odstupem času prohlásil, že je to jeho nejméně oblíbená deska, a to především z důvodu studia, ve kterém se točila. K propagaci tohoto alba vyrazila v roce 1996 Kabát na turné, během kterého vystoupila ve čtrnácti sportovních halách a kulturních domech po celém Česku.
Po turné k albu Země plná trpaslíků začala skupina ve studiu Propast nahrávat další studiové album. To nakonec vyšlo v říjnu 1997 pod názvem Čert na koze jel. Obal, který navrhl Martin Lepka, znázorňuje čerta sedícího na ženském poprsí. Ten se podle některých novinářů podobá tehdejšímu předsedovi vlády České republiky Václavu Klausovi, textař a baskytarista Kabátu Milan Špalek ovšem tuto teorii odmítl se slovy, že se „jedná pouze o čertíka, který je Klausovi jen podobný.“ Alba se nakonec prodalo 72 000 kopií a kapela se tentýž rok umístila v anketě Český slavík na 11. místě. Po vydání desky navíc skupina vyrazila v březnu 1998 na turné po České republice. Koncert v brněnské hale Rondo byl natáčen a později vysílán Českou televizí. V Českém slavíku se Kabáti propadli o pět pozic na 16. místo.

### MegaHua změna managementu (1999)
Poté následovalo album MegaHu, které vyšlo v květnu roku 1999 a bylo nahráno ve studiu Sono Records. Na přebalu desky se objevila fotka močícího bezdomovce z Košťan, o kterém kolovala fáma, že má „penis gigantických rozměrů“. V říjnu 1999 odjela skupina na koncertní šňůru po Česku. Turné měl poprvé na starosti Radek Havlíček a Petr „Panki“ Volek z agentury Pink Panther Agency. MegaHu se nakonec prodalo 50 000 kusů a skupina se poprvé ve své historii umístila v první desítce ankety Český slavík, konkrétně na deváté pozici.
Téhož roku také kapela přešla od dosavadního managementu Sokol's Power Voice ke skupině Pink Panther Agency. Zároveň Kabáti změnili strategii koncertování. Místo velkého počtu koncertů v malých klubech začali upřednostňovat méně koncertování ve větších prostorách s profesionální zvukovou a světelnou technikou.

### Go satane goaSuma sumárum(2000–2002)

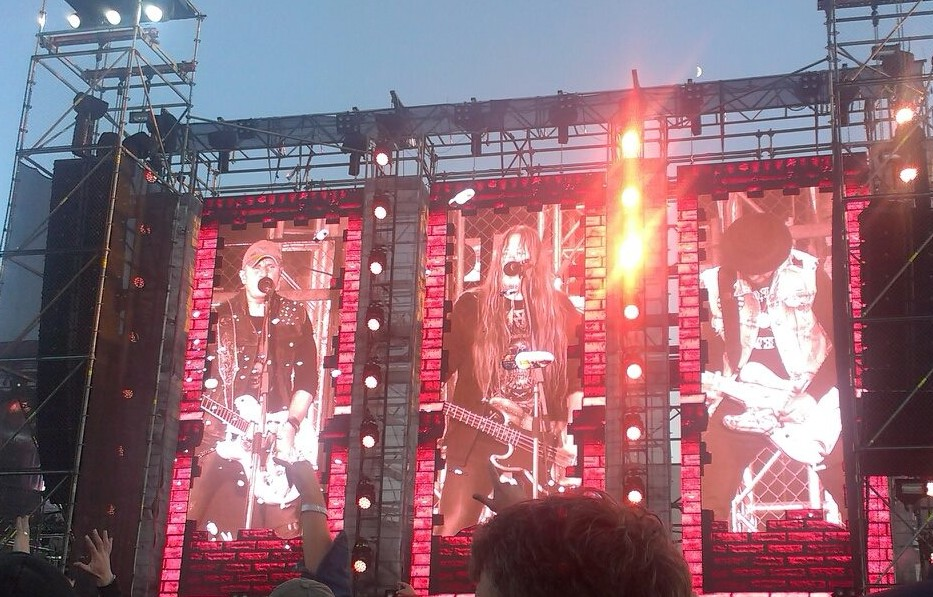
Zleva: Ota Váňa, Milan Špalek, Tomáš Krulich v roce 2015

V listopadu 2000 vyšlo album Go satane go. V rámci reklamy na tuto desku byly vyvěšeny billboardy se slogany Go satane go, které se nelíbily skupině důchodců. Ti podali oficiální stížnost k Radě pro reklamu se slovy, že se jedná o „urážku všech křesťanů, židovských obcí a muslimů žijících v Česku.“ Žádost byla zamítnuta, jelikož se nejednalo o urážku, ale pouze o parodii na slogany Go Ježíšku go od společnosti Eurotel. Celá záležitost se dostala do televizních zpráv a udělala tak skupině reklamu. K podpoře desky kapela vyrazila na turné a plně spolupracovala s Pink Panther Agency. Během turné Kabáti vystoupili v sedmi sportovních halách a celková návštěvnost byla kolem 30 000 fanoušků. Pražský koncert byl zároveň zaznamenán a později vydán jako první DVD kapely. Počet prodaných alb Go satane go se v té době vyšplhal ke 48 000 kopií.
Další album vyšlo v listopadu 2001 a jednalo se o kompilaci Suma sumárum, která obsahovala 2 CD. Na prvním byl výčet v té době největších hitů skupiny, plus jako bonus předělaná verze písně „Má jí motorovou“ a nová píseň „Pohoda“. Ta se na kompilaci objevila na nátlak manažera skupiny a její nahrávání provázely projevy nespokojenosti ze strany textaře Špalka, kterému se vůbec nelíbila. Nakonec se ovšem stala jedním z největších hitů skupiny. Druhé CD obsahovalo zvukový záznam z koncertu z turné k předchozímu albu Go satane go. Kompilace se nakonec prodalo přes 130 000 kusů, stala se v té době nejprodávanějším albem kapely a získala šestiplatinovou desku.
Následující rok Kabáti jako první České republice připravili turné, během kterého bylo pódium umístěno ve středu sportovních hal. Celkem turné navštívilo 60 000 fanoušků, čímž byla překonána návštěvnost minulého turné k albu Go satane go. Na podzim téhož roku kapela odletěla do USA na své první větší turné v zahraničí. Poté bylo vydáno historicky první DVD skupiny nazvané Suma sumárum – Best of video, čímž se kapela přidala k hrstce českých interpretů, kteří do té doby vydali DVD. Na něm se objevili jak videoklipy skupiny, tak záznam koncertu z turné Go satane go z pražské sportovní haly Tipsport arena. V Českém slavíku se Kabát umístil na třetím místě.

### Dole vdole(2003–2005)
Dalším albem je deska Dole v dole, která vyšla 14. října 2003 a následně se stala čtyřplatinovou. Před vydáním desky skupina koncertovala na Slovensku a v den vydání se přesunula do Česka, kde začalo halové turné. Kapela poprvé ve své historii vyprodala všechny zimní stadiony, ve kterých během turné vystoupila. V prosinci poté Kabát přebral ve Státní opeře Praha svého prvního zlatého slavíka v kategorii skupina roku. Následující rok kapela zvítězila v cenách Anděl v kategoriích album roku rock, skupina roku a nejprodávanější titul roku, kterého se v té době prodalo přes 78 000 nosičů. Poté skupina vyrazila na své první samostatné open-air turné, během kterého vystoupila na deseti fotbalových stadionech v Česku a na jednom na Slovensku. Celková návštěvnost turné byla přibližně 180 000 fanoušků a průměr návštěvnosti na koncert 15 000 diváků. Ještě téhož roku Kabáti vydali DVD Kabát 2003–2004. To obsahovalo záznam vystoupení z koncertu v pražské T-Mobile areně, záznam z koncertu na atletickém stadionu Slavia a dokument k turné 2004. Poté skupina s velkým náskokem obhájila první místo v Českém slavíkovi.

### Corrida(2006–2008)

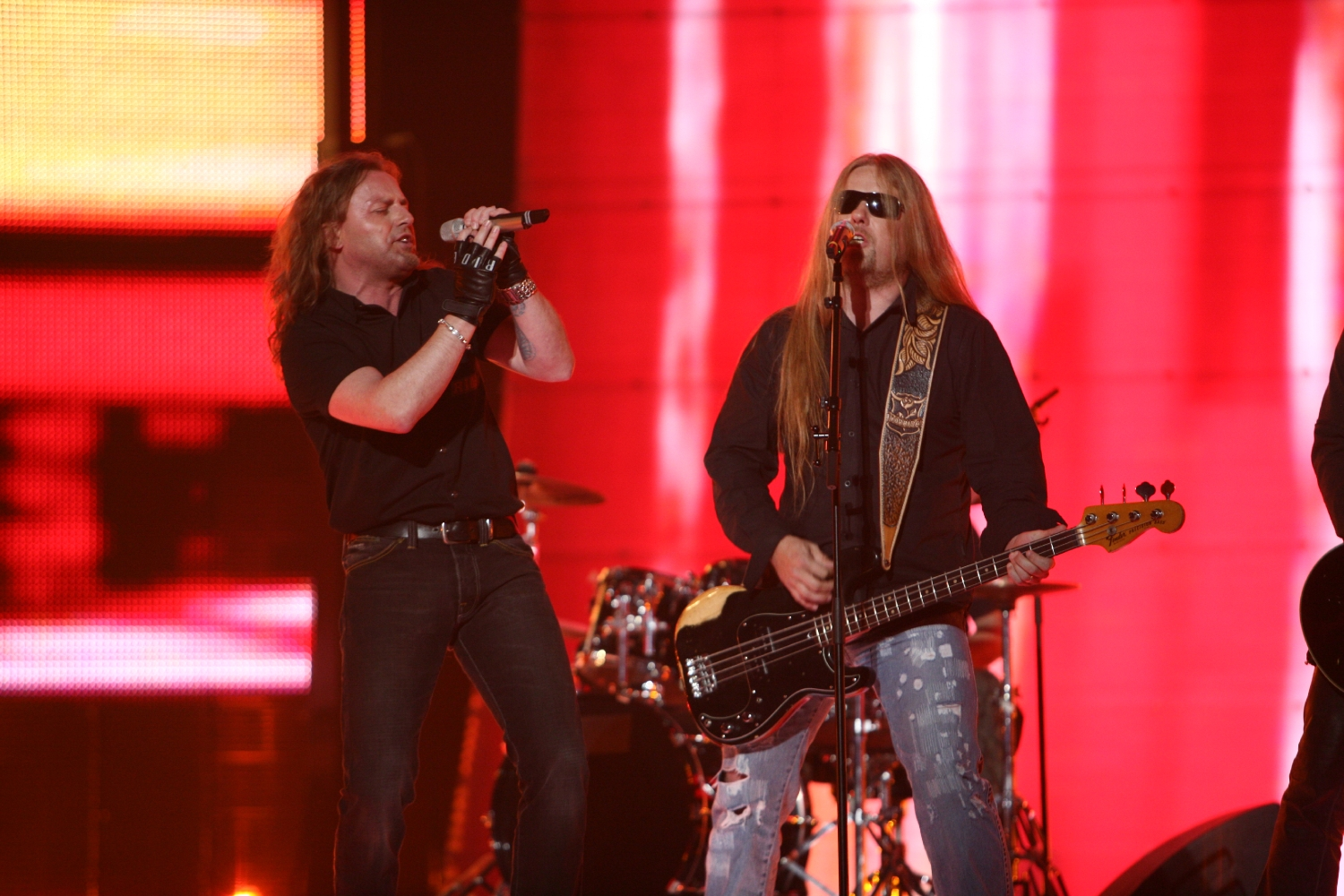
Skupina Kabát na soutěži Eurovision Song Contest 2007

Na jaře 2006 začali Kabáti pracovat na nové studiové desce. Podle původních plánů mělo album vyjít již v září téhož roku, ale kvůli nedopsaným textům se jeho vydání postupně odkládalo. Deska, která dostala název Corrida, nakonec vyšla 8. prosince 2006. Kvůli tomu bylo původně podzimní turné odloženo na jaro roku 2007. Po pěti dnech prodeje získali Kabáti za album tříplatinovou desku za 45 000 prodaných kopií. Do konce roku 2006 se alba prodalo 56 900 kusů, za což skupina v roce získala cenu Anděl za nejprodávanější desku roku 2006. Skupina v roce 2007 vyhrála s písní „Malá dáma“ české kolo mezinárodní soutěže Eurovision Song Contest a postoupila do semifinále, které se konalo ve Finsku v Helsinkách. Do finále soutěže už ovšem nepostoupila. Krátce po návratu z Finska kapela vyjela na turné k tehdy poslední desce Corrida. Tato koncertní šňůra čítala celkem třináct koncertů po fotbalových stadionech a celková návštěvnost se pohybovala okolo 240 000 diváků. Na konci roku poté Kabáti získali svého třetího zlatého slavíka v kategorii skupina roku.
V roce 2008 získala kapela cenu Deska roku 2007 Allianz v kategorii Nejprodávanější interpret patnáctiletí za prodej 825 606 kusů alb. Poté vystupovala na českých a slovenských festivalech. Během vystoupení skupiny na festivalu Votvírák se podle pořadatele nacházelo v areálu přes 50 000 lidí. V listopadu vyšlo DVD Kabát Corrida 2007, které obsahuje záznam koncertu z lehkoatletického stadionu na Slavii v Praze. Součástí balení byl i dokument z celého turné. Limitovaná edice obsahovala také knihu s fotkami, která však byla širší než samotný obal, takže musela být stažena z prodeje a znovu vydána v upravené verzi. Tento rok skupina opět zvítězila v anketě Český slavík a připsala si tak své čtvrté prvenství.

### Po čertech velkej koncert (2009)
Již na začátku roku 2009 skupina oznámila, že pro tento rok chystá pouze jeden koncert pod širým nebem, který by měl být v září a byl by k příležitosti oslavy 20 let ve stejné sestavě. Do tohoto termínu chtěli Kabáti vydat také novou řadovou desku, což se ovšem nepovedlo. Výroční koncert byl nakonec stanoven na 12. září 2009 na louce u pražského letohrádku Hvězda. K příležitosti koncertu byly dovezeny speciální tribuny z Maďarska, které se používají při závodech Formule 1 na Hungaroringu. Zvukový aparát L'Acoustics o výkonu přes 500 000 W dodala společnost Black Box Music, pódium a zastřešení pro tuto událost zapůjčila Stageco, osvětlení bylo od firmy AC Lighting a na realizaci se podíleli odborníci z celé Evropy. Výbavou se tak jednalo o koncert na úrovni světových interpretů, jako jsou například AC/DC, The Rolling Stones, Robbie Williams nebo Metallica. Několik dní před koncertem manažer skupiny, Radek Havlíček, oznámil, že je již prodáno 50 000 vstupenek.
Na koncertě, který začal přesně v plánovaných osm hodin večer, kapela zahrála 36 svých největších hitů od alba Má jí motorovou až po do té doby nejnovější album Corrida. Celkem se nakonec dostavilo přes 60 000 fanoušků, čímž se Kabát vyrovnal koncertu Jana a Františka Nedvědových na pražském Strahově a předčil srpnový koncert Madonny na Chodově, jenž se uskutečnil ve stejném roce. Celé vystoupení na Vypichu kapela nahrávala a ke konci listopadu ho vydala na dvou DVD v rámci „živáku“ nazvaném Po čertech velkej koncert. Na konci roku kapela s náskokem téměř 10 000 bodů porazila v anketě Český slavík skupinu Chinaski a vyhrála tak svého pátého slavíka.

### Banditi di Pragaa turné sbig bandem (2010–2013)

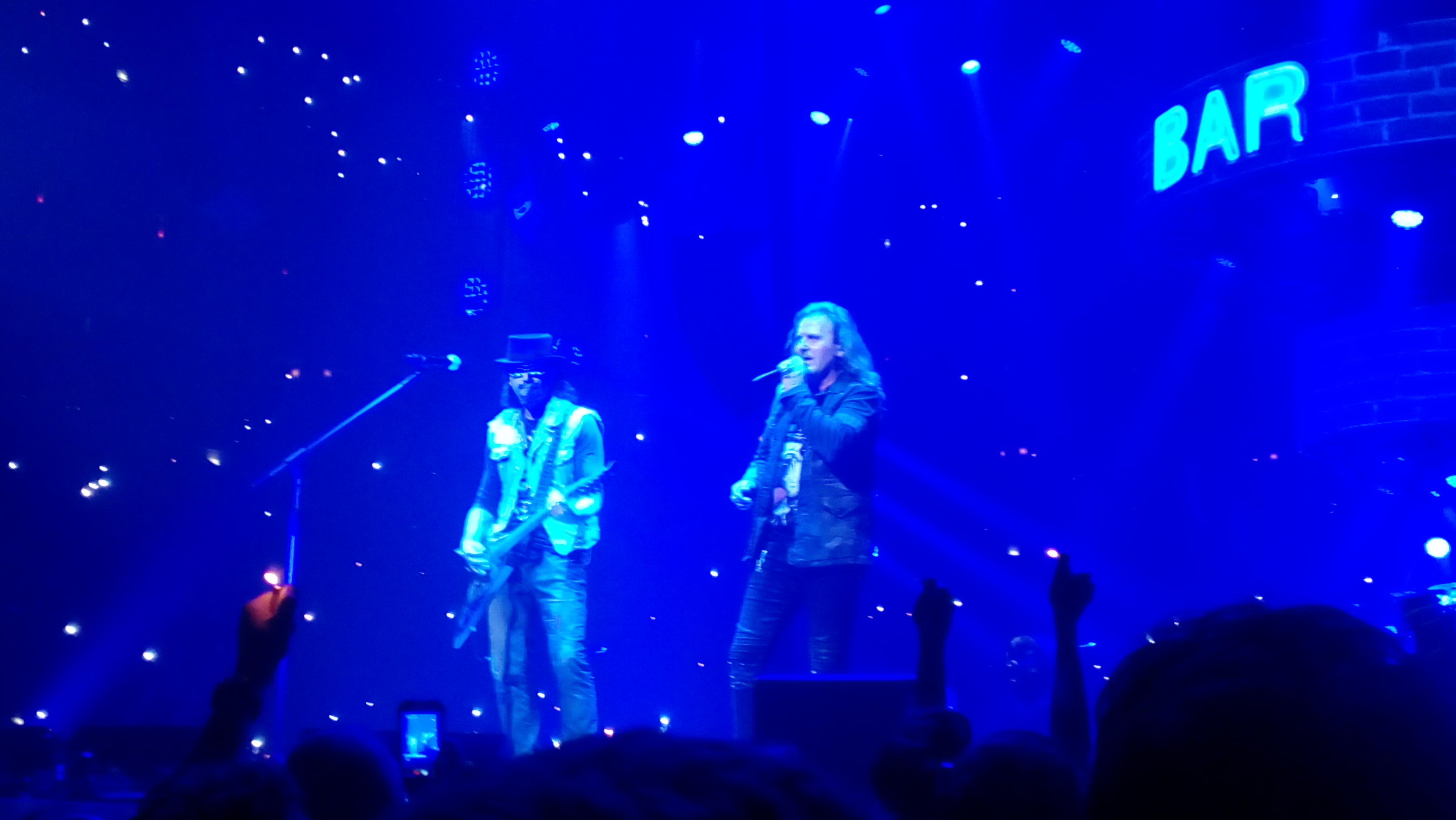
Zleva: Tomáš Krulich a Josef Vojtek v roce 2017

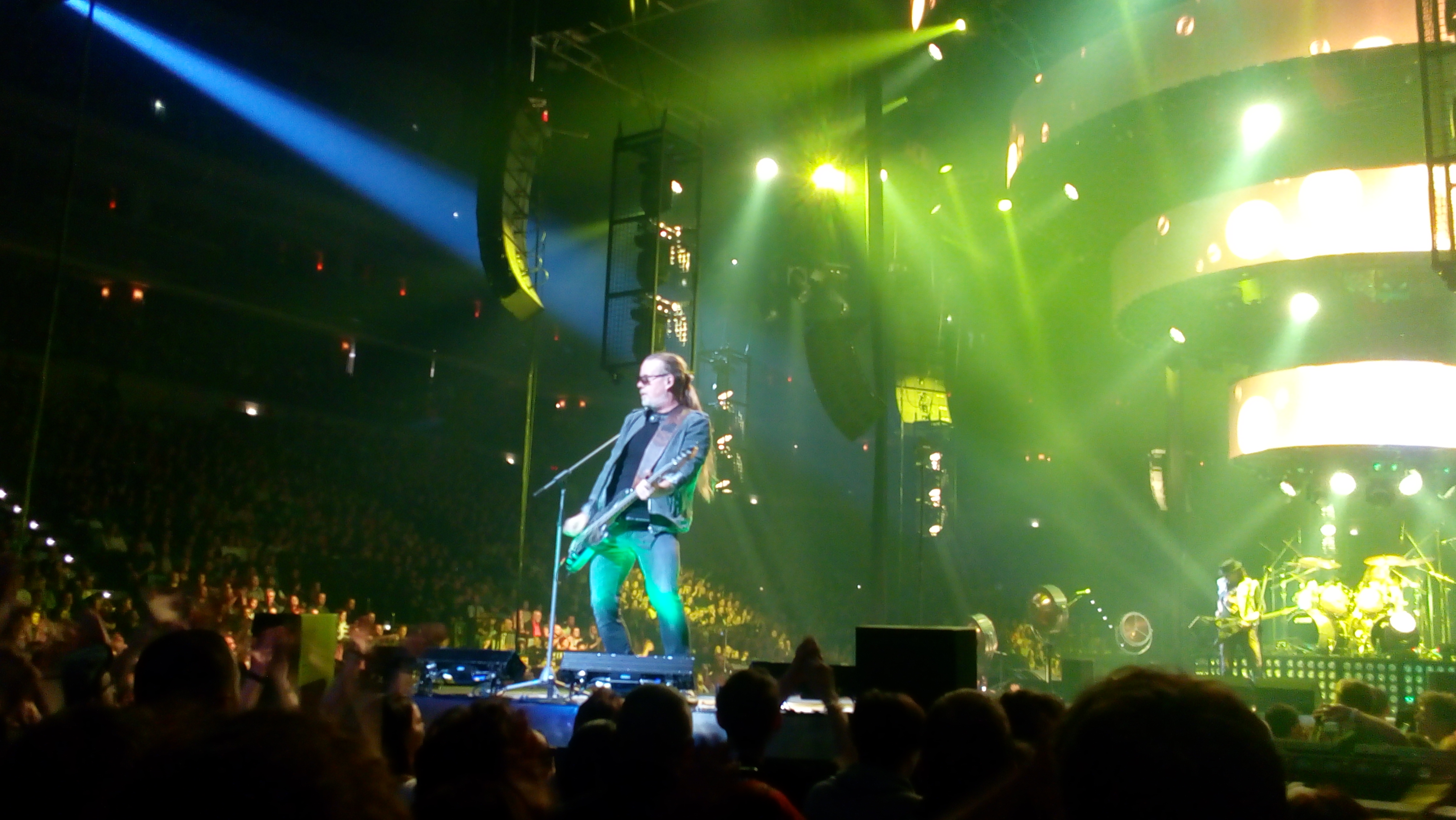
Milan Špalek v roce 2017

V roce 2010 získali Kabáti na konci listopadu zlatého slavíka v kategorii skupina, a to i přesto, že v Česku ani jednou nevystoupili a odehráli pouze čtyři koncerty na slovenských festivalech. Cenu za kapelu převzal Vladimír Kočandrle ze společnosti EMI, jelikož členové skupiny v té době pracovali na připravované desce. Dne 10. prosince 2010 vydali CD s názvem Banditi di Praga. Přestože vyšlo pouhé tři týdny před koncem roku, stalo se s 68 000 prodanými kopiemi nejprodávanějším albem v Česku za rok 2010. S touto deskou Kabáti zároveň překonali hranici 1 000 000 prodaných nosičů, za což 21. dubna 2011 během vystoupení v pražské O2 areně obdrželi diamantovou desku. Stejnou desku dostal také jeden vylosovaný fanoušek skupiny, který si zakoupil poslední album Banditi di Praga.
Během nadcházejícího turné, které čítalo sedmnáct koncertů v halách po České a Slovenské republice, kapela zvolila variantu s pódiem uprostřed haly, která se osvědčila již na turné Suma sumárum v roce 2002. Díky této koncepci návštěvnost překonávala rekordy jednotlivých hal. Skupina pražský koncert v O2 areně zaznamenávala a následně vydala na CD a DVD pod názvem Banditi di Praga Turné 2011, které se stalo tříplatinové. Ke konci roku kapela ještě získala svého sedmého zlatého slavíka a zároveň také cenu Anděl v kategorii nejprodávanější deska roku 2011.

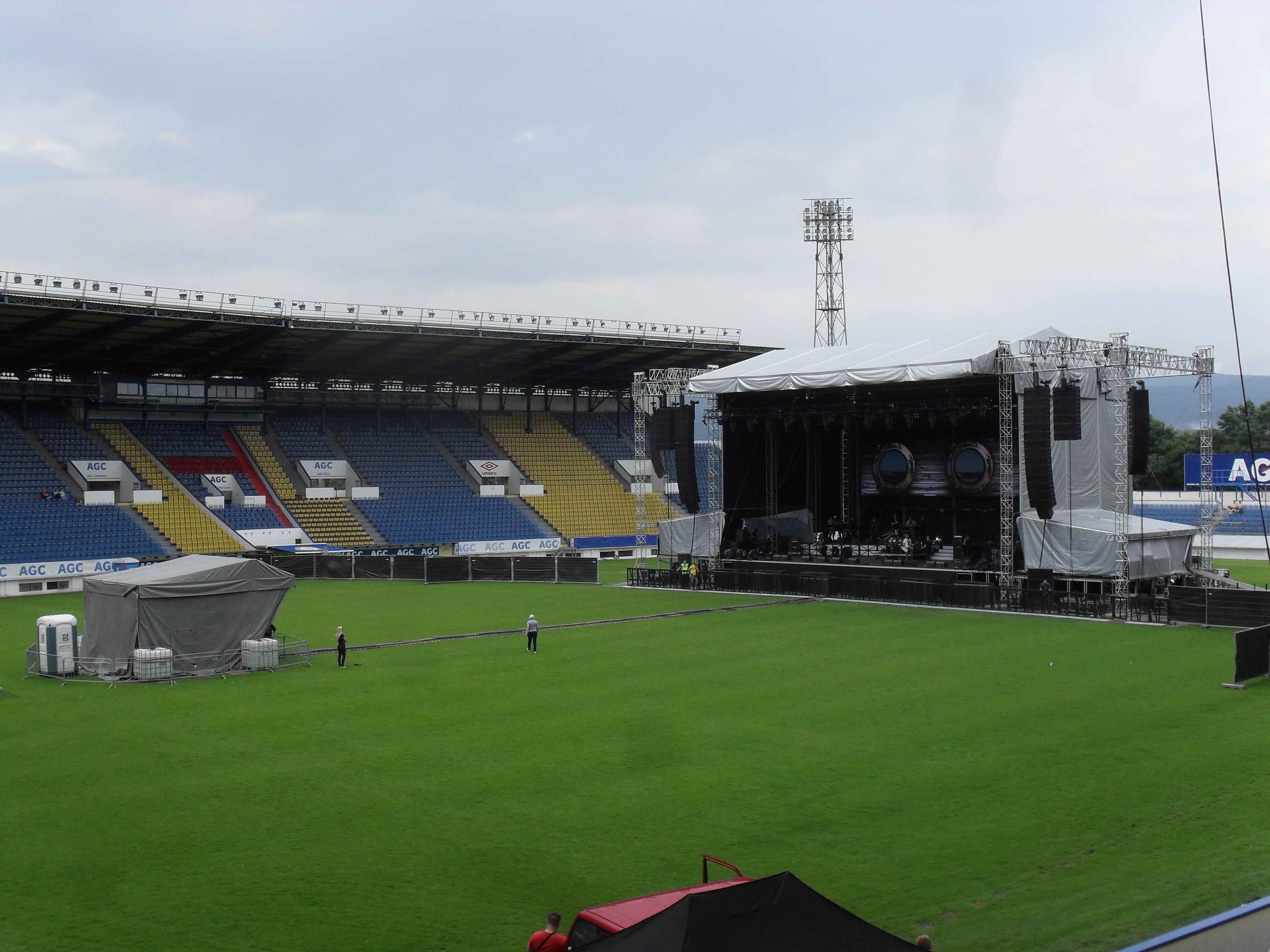
Pódium pro koncert s big bandem Na Stínadlech v Teplicích

Další rok kapela vystupovala pouze na festivalech a získala za turné k desce Banditi di Praga cenu OSA v kategorii koncert roku. Její baskytarista Milan Špalek zároveň obdržel ocenění jako nejúspěšnější textař roku.
Na rok 2013 kapela nachystala turné s big bandem, které podle vlastních slov tajně připravovala téměř čtyři roky. Kvůli velké technické náročnosti mělo turné pouze šest zastávek v Česku a tři na Slovensku. Později Kabáti přidali ještě jeden koncert, a to ve svých rodných Teplicích na fotbalovém stadionu Na Stínadlech, který navštívilo více než 20 000 diváků. Celé scéna turné, které se jmenovalo Banditi di Praga po 30 letech, byla pojata ve stylu 30. let a designu klubů a kabaretů z té doby. Big band se ke kapele vždy připojil přibližně v polovině koncertu a zároveň s ním se odhalila také celá scéna, kterou doplňovaly tanečnice. Z největších hitů se ovšem bigbandovských  aranží dočkala jen píseň „Dole v dole“, ostatní zahráli Kabáti bez big bandu.
Na konci roku skupina oznámila, že se v roce 2014 vrátí na Vypich a uspořádá další výroční koncert. V listopadu 2013 zároveň vyšla reedice kompilace Suma sumárum původně vydané v roce 2001. Původní 2 CD byla upravena Vladimírem Fialou, takže se kvalita zvuku starších skladeb podobala kvalitě nových písní. Zároveň byly jako bonus přibaleny 2 DVD s videoklipy a záznamem koncertu z roku 2001, které původně vyšly v samostatné edici Suma sumárum – Best of video z roku 2002. Celá reedice byla balena v novém obalu a obsahovala aktuální fotky skupiny. Na konci roku kapela v anketě Český slavík skončila na úkor skupiny Kryštof na druhém místě, čímž byla přerušena série šesti vítězství v řadě.

### Po čertech velkej koncert II (2014)
Na rozdíl od oslavy výročí v roce 2009, kdy Kabát odehrál pouze jeden koncert, přidala skupina během roku 2014 kromě avizovaného vystoupení na Vypichu také jeden koncert na Slovensku, a to na festivalu Topfest. Kapela původně plánovala vydat novou studiovou desku ještě před létem 2014, nakonec ale kvůli nedostatku textů, které píše Milan Špalek, nedodržela ani termín před výročním koncertem.
Celý koncert, který se uskutečnil 13. září 2014, zahajovala jako předskokan vítězka soutěže Hlas Československa 2014 Lenka „Lo“ Hrůzová. Ta s frontmanem skupiny Josefem Vojtkem spolupracovala již během soutěže, jíž se v roli mentora také účastnil. Po jejím krátkém setu nastoupila dánská rocková skupina D-A-D, kterou si Kabáti pozvali jako speciální hosty. Stejně jako před pěti lety i tento rok Kabáti připravili show s kvalitním zvukem, spoustou světel a s pyrotechnickými efekty. Celé vystoupení bylo zároveň zaznamenáváno a později vydáno na DVD. Podle neoficiálních odhadů Po čertech velkej koncert II navštívilo celkem 75 000 lidí, což je největší počet lidí na jednom koncertu českého interpreta. Samotná kapela přesný počet diváků nezveřejnila, pouze uvedla, že přišlo víc lidí, než v roce 2009. Vzhledem k tomu, že několik dnů před i po koncertu pršelo, byla louka na Vypichu vlivem použití těžkých aut na odvoz techniky naprosto zdevastována, což vzbudilo protesty některých místních obyvatel. Management kapely pak na vlastní náklady dal celou louku do pořádku a znovu vysel trávu. Na konci roku 2014 vyhrála skupina Kabát v anketě Český slavík zlatého slavíka s náskokem přibližně 7 000 bodů.

### Do pekla/do nebe(2015–2018)

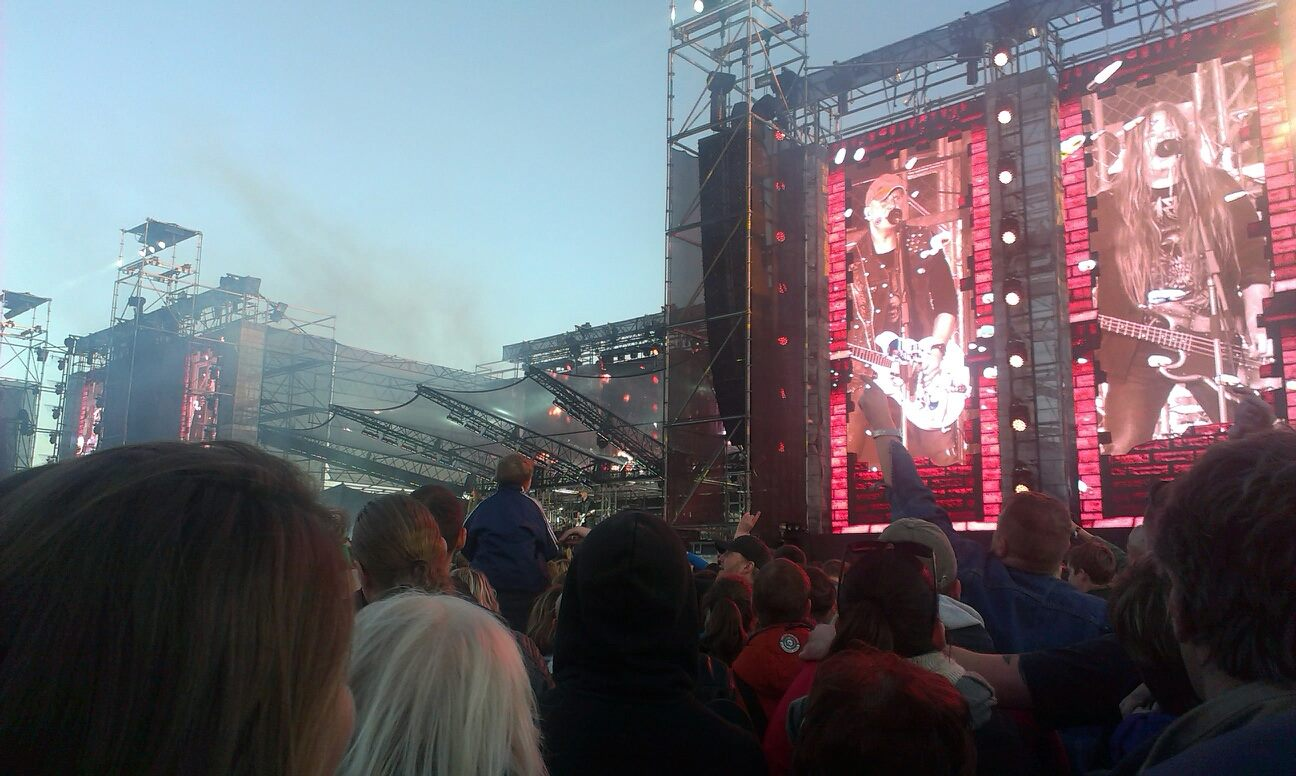
Kabát na letišti Letňany v rámci turné k desce Do pekla/do nebe

V květnu 2015 vyšla dlouho odkládaná deska Do pekla/do nebe, na níž se objevilo dvanáct písní. Pro toto album se kapela domluvila na spolupráci s producentem Yardou Helešicem, jelikož podle vlastních slov potřebovala „pořádně nakopnout“. Zároveň také zkoušela několik různých studií, včetně berlínského Riverside Studios, nakonec ale s ohledem na největší spokojenost preferovali spojení s mixem z českého Sono Records. Na albu se objevila píseň „Brousíme nože“, kterou kapela věnovala českým hokejistům. Tuto písničku zahrála na zahajovacím ceremoniálu mistrovství světa v ledním hokeji 2015, které se konalo v Česku.
V rámci propagace alba se kapela vydala na open air turné po jedenácti městech v České republice. Během turné také odehrála jeden koncert na Slovensku, a to na festivalu Topfest. Na konci listopadu Kabáti ve státní opeře Praha převzali jubilejního desátého zlatého slavíka. Dne 15. prosince 2015 poté vystoupili na vánočním koncertu ve vyprodané O2 areně v Praze. Před koncertem kapela převzala od společnosti Pink Panther Media „pětiplatinovou“ desku za v tu dobu více než 50 000 prodaných nosičů CD Do pekla/do nebe. Pár dní na to skupina vystoupila také ve vyprodaném brněnském klubu Sono Centrum.
V dubnu 2016, pár dní před udílením ocenění Ceny Anděl 2015, kapela prohlásila, že byla z těchto cen „de facto“ vyřazena, jelikož album Do pekla/do nebe prodávala převážně v síti prodejen Tesco, které ovšem nehlásí prodeje alb Mezinárodní federaci hudebního průmyslu. Zároveň uvedla, že je schopná doložit, že Kabáti prodali koncovým zákazníkům za rok 2015 celkem 52 000 fyzických nosičů alba. Ceny Anděl 2015 nakonec vyhrála kapela Kryštof se svým albem Srdcebeat, kterého se prodalo 28 753 kusů. OSA později oznámila, že podle nahlášených prodejů za rok 2015, jež obdržela od jednotlivých vydavatelů, nejvíce desek skutečně prodala kapela Kabát, a to přes 50 000 kusů. Na výsledky ocenění to ale již nemělo vliv.
K písni „Valkýra“ z alba Do pekla/do nebe vyšel na začátku července 2016 videoklip, který byl nejdražší v historii kapely. V létě 2016 pak skupina objela Topfest, Vysočinafest a putovní festival Hrady CZ. V listopadu 2016 vyšel multinosič Kabát 2013–2015, který obsahuje záznam z vystoupení v pražské O2 areně v rámci turné s big bandem z roku 2013, záznam z výročního koncertu na pražském Vypichu a jako bonus navíc poslední řadové CD Do pekla/do nebe. Na konci listopadu kapela pojedenácté vyhrála Českého slavíka. Kabáti zároveň slavností večer zahajovali písní „Myslivecký ples“ z alba Do pekla/do nebe.

#### Turné 2017 a vrácení zlatého slavíka

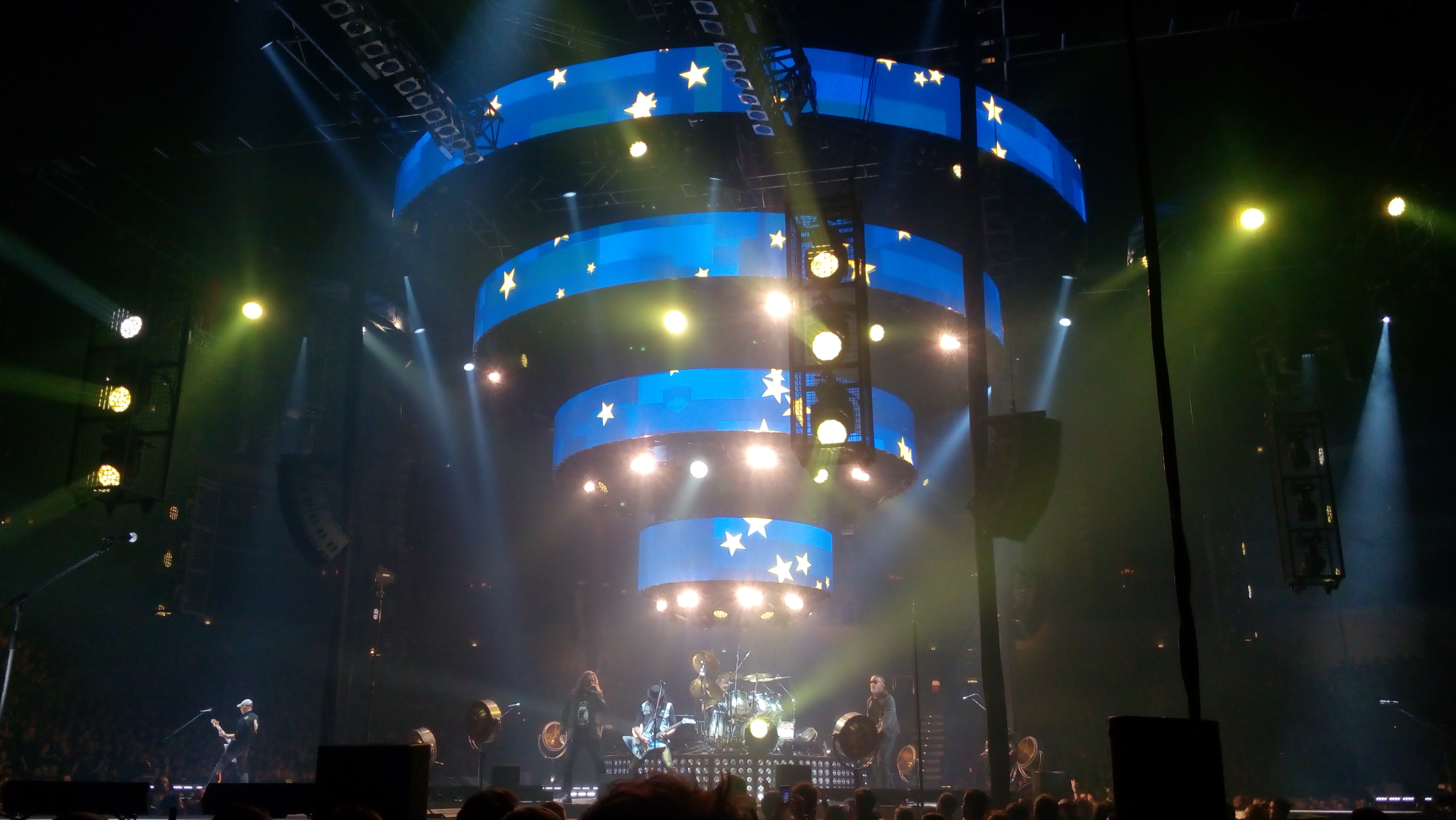
Kapela Kabát během koncertu v roce 2017

Na podzim roku 2017 kapela pro fanoušky připravila halové turné. Na něm bylo opět postaveno pódium uprostřed hal a skupina využívala především světelných efektů a projekce tvořené ze čtyř nad sebou umístěných pohyblivých oblouků. Zároveň během turné navštívila i taková města, v nichž dosud podle Vojtka nehráli. Mezi ně byl zařazen Chomutov, Třinec, Znojmo a Bratislavu. Celé turné bylo zakončeno ve vyprodané O2 areně, kde Kabáti zároveň vytvořili nový rekord této haly; 20 083 diváků. Ještě před tímto koncertem skupina převzala zlatého slavíka v anketě Český slavík Mattoni 2017 v kategorii Skupina roku. Za pár dní ho ovšem z vlastní iniciativy vrátila zpět agentuře, a to z důvodu neuznání hlasů skupině Ortel, která skončila na druhém místě. Její fanoušci totiž na sociálních sítích inicializovali akce, kde nabádali ostatní lidi k odesílání hlasů právě pro skupinu Ortel. Podle pořádající agentury Musica Bohemica se jednalo o porušení pravidel, a proto této skupině nezapočetli hlasy z ročníku 2017, nýbrž z ročníku 2016. Skupině Kabát se toto zdůvodnění zdálo nedostatečné, vrátila tedy zlatého slavíka a požadovala po agentuře uvedení přesného počtu hlasů, jaké skupiny za rok 2017 dostaly, se slovy, že ráda přijme ocenění za své skutečné umístění, ať již bude jakékoliv. Poté, co se ke Kabátům připojil také zpěvák Michal David, který vrátil svého stříbrného slavíka v kategorii zpěvák, a od postupu ankety se začal distancovat také její generální partner, společnost Mattoni, zveřejnili pořadatelé skutečné výsledky za rok 2017. Podle nich se skupina Ortel opravdu umístila před Kabáty, a to s náskokem téměř 5 000 bodů. Pořadatelé zároveň uvedli, že byl jejich zásah „oprávněný“, na výsledcích zveřejněných při předávání cen nehodlají nic měnit.
V roce 2018 skupina vystupovala na českých a slovenských hudebních festivalech, zároveň také začala připravovat nové studiové album.

### Po čertech velký turné (2019)

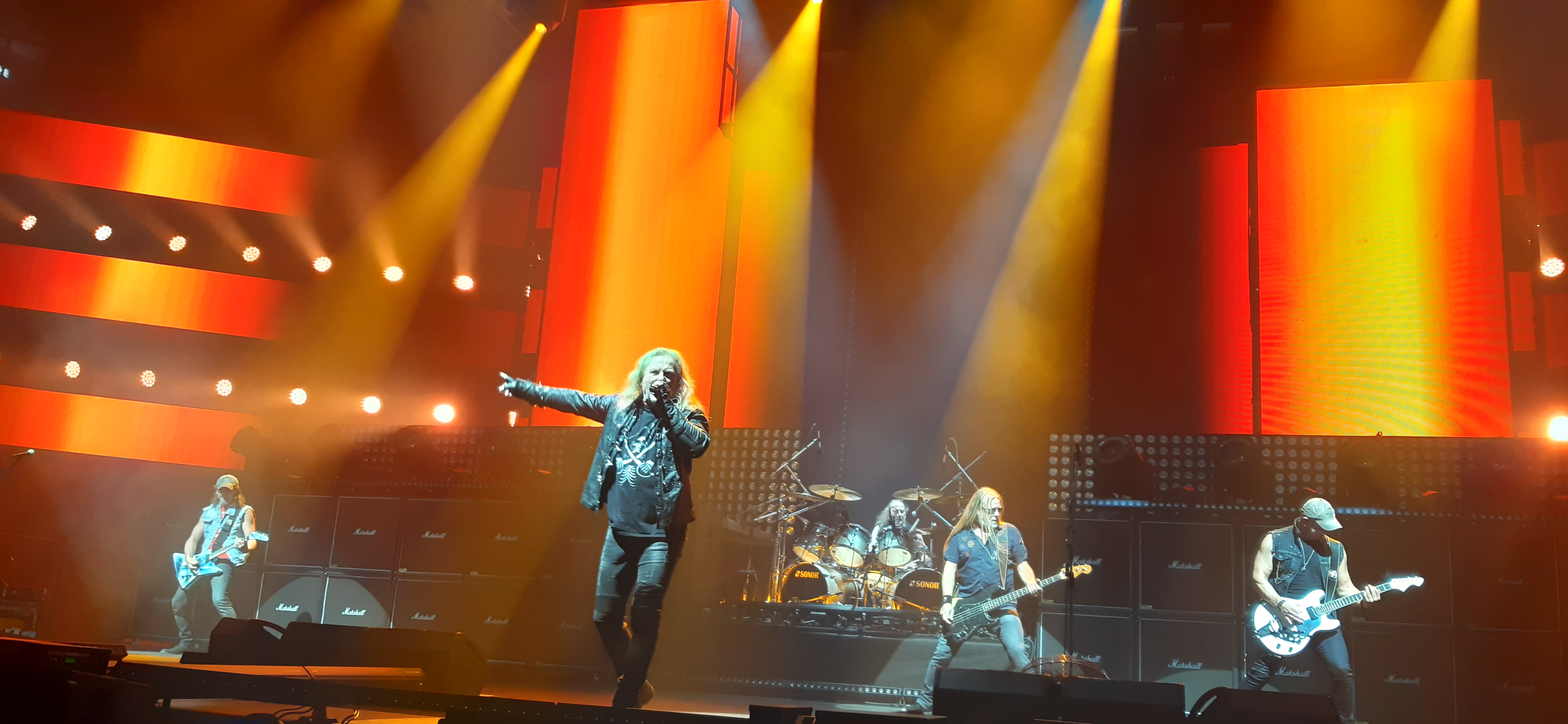
Skupina Kabát na pódiu, 25. září 2019 (O₂ universum, Praha)

Na rok 2019 kapela již tradičně po pěti letech naplánovala oslavit své působení ve stejné sestavě, tentokrát třicetileté. Na začátku tohoto roku též skupina začala ve studiu Sono Records s producentem Milanem Cimfem s nahráváním nových písní. Na rozdíl od předchozích dvou oslav, kdy se uskutečnil pouze jeden koncert na pražském Vypichu, tentokrát skupina absolvovala malé koncertní turné, které nazvala Po čertech velký turné. Ještě před začátkem turné v květnu skupina vystoupila na střeše budovy Diamond Point, toto vystoupení bylo v rámci projektu rádia Impuls, které celý koncert živě vysílala. Během turné hudebníci postupně vystoupili na stadionech v Brně, Ostravě, Bratislavě, Teplicích, Praze a Plzni. První čtyři koncerty se odehrály v červnu, poslední plzeňský se uskutečnil v září 2019. Během pražského koncertu skupina s více než třiceti tisíci fanoušky pozdravila zpěváka Karla Gotta a poblahopřála mu k jeho 80. narozeninám. Ota Váňa v rozhovoru pro fanklub Kabátu prozradil, že pražský koncert natáčela Česká televize, jejíž sestřih se odvysílal 31. prosince. V říjnu toho roku skupina otevřela nové multifunkční centrum O₂ universum, jehož výtěžek šel nadaci Dejme dětem šanci. Při té příležitosti se kapela vyfotila do benefičního rockového kalendáře PÁLÍ! 2020. Dne 16. října pak kalendář Josef Vojtek a Ota Váňa společně s dalšími hudebníky pokřtili v pražském klubu Roxy. Výtěžek z prodeje kalendáře byl určen na prevenci popálenin a pomoc popáleným dětem. Skupina se pro tento rok rozhodla pro ještě jeden komornější koncert v brněnském klubu SONO, který odehrála 10. prosince a tím završila tento rok.

### Cirkus Kabát,El Presidentoa Po čertech velký turné 2024 (2020–2024)
Rok 2020 poznamenala pandemie covidu-19 a s ní spojené zákazy a omezení. Kabát tak musel halové turné nejprve přeložit na rok 2021, posléze přesunout až na rok 2022.
Skupina nabídla fanouškům jako alternativu za velké koncerty komornější open-air koncerty pro omezený počet diváků s názvem Cirkus Kabát. Během tohoto specifického turné pod cirkusovým šapitó kapela navštívila 28 větších i menších měst České republiky, v níž řadu let nehrála. Několik vystoupení ze zdravotních důvodů vynechal baskytarista/zpěvák Milan Špalek, nástroj tak obsadil kytarista Tomáš Krulich.
V říjnu 2022 vyšlo dvanácté studiové album El Presidento, které obdrželo pozitivní recenze kritiků. Vzápětí Kabát vyjel na dlouho očekávané halové turné se scénou uprostřed hal. Léto 2023 se neslo ve znamení festivalového turné Hrady CZ po českých a moravských hradech, ještě předtím Kabát stihl v roli předskokana zahrát na jednodenním festivalu Prague Rocks, před kapelami Def Leppard a Mötley Crüe.
Na rok 2024 skupina naplánovala výroční Po čertech velký turné 2024, na němž oslaví 35 let existence. V rámci turné závítá na slovenský festival Topfest a jihlavský Vysočinafest, poté procestuje celou Českou republiku a zastaví se také na Slovensku. Šňůra bude probíhat, kromě prvních dvou koncertů, na zimních stadionech. Pódium bude, již po několikáté, umístěné tak, aby každý divák měl z koncertu stejný vjem. Dle vyjádření kapely by se v setlistu mohly objevit starší méně hrané písně.

## Hudební styl a vlivy

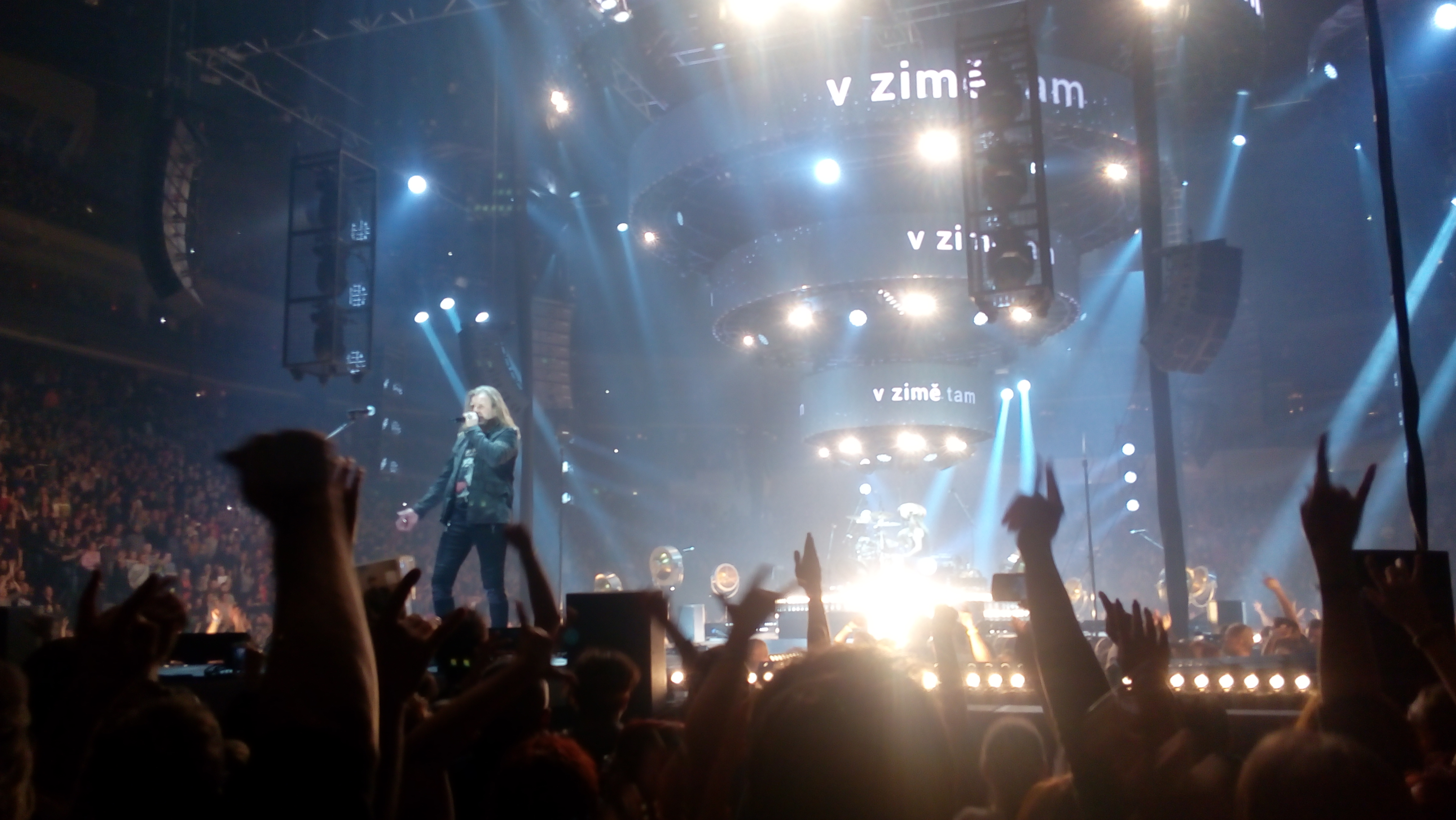
Josef Vojtek na koncertu v roce 2017

Přestože byla skupina založena původně jako thrashmetalová, tento styl Kabátům vydržel pouze do vydání jejich debutové desky Má jí motorovou. Poté se začali postupně přibližovat k hard rocku, klasickému rocku a bigbítu. Zpěvák Josef Vojtek v roce 1993 řekl, že Kabáti hrají „přímočarej rock ‚n‘ roll“. V textech se v začátcích skupiny objevovaly hlavně vulgarity, sexuální motivy a opěvování opilosti. Těchto motivů ovšem od vydání desky Colorado ubylo a začaly se objevovat především jednoduché a humorné texty, ve kterých je často komentováno politické nebo sociální dění v Česku a ve světě. V některých skladbách zároveň Kabáti začali kombinovat další hudební styly jako například country. Také odehráli jedno koncertní turné za doprovodu big bandu, jinak ale běžně vystupují jako klasické rockové kvarteto (dvě kytary, baskytara, bicí) se zpěvákem.
Veškeré texty, až na pár výjimek, píše ve skupině Milan Špalek. Vždy k tomu ovšem potřebuje prvně slyšet hudbu, podle které pak text napíše. Tu skládá dvojice kytaristů Ota Váňa a Tomáš Krulich. Všechny texty jsou psané v češtině. O anglickém textu uvažovali u písničky „Malá dáma“ k příležitosti vystoupení na evropské hudební soutěži Eurovision Song Contest, nakonec se ale podle Špalka rozhodli, že „nebudou podlejzat“. Vojtek ještě doplnil, že „jsou Češi, tak zpívají česky“.
Hudební styl skupiny je občas urážlivě označován jako agro metal, a to především kvůli začátkům skupiny a přebalu desky Má jí motorovou. Na ten se totiž Kabáti nechali nafotit ve vepříně spolu s prasnicemi a traktorem. Členové kapely totiž nechtěli napodobovat americké skupiny a rozhodli se dle vlastních slov působit jako „naprostí burani“. Kytarista Tomáš Krulich je znám tím, že nosí malý klobouk a na koncertech kouří cigarety. Podle vlastních slov si jich za vystoupení zapálí kolem sedmi. Některé ovšem po chvíli uhasí, jelikož musí zpívat. Druhý kytarista Ota Váňa zase na koncertech téměř vždy nosí kšiltovku.
Členové skupiny mají poměrně široký záběr oblíbených interpretů. Hudební styl Kabátu se během let vyvíjel, proto její členové uvedli skupiny AC/DC, ZZ Top, Judas Priest, Staus Quo, D.A.D., Motörhead, Slayer, Suicidal Tendencies nebo Metallica jako zdroj inspirace nebo vliv.

## Členové

### Současní členové
- Josef Vojtek – zpěv
- Tomáš Krulich – kytara, doprovodný zpěv
- Milan Špalek – basová kytara, zpěv, doprovodný zpěv
- Radek „Hurvajs“ Hurčík – bicí, doprovodný zpěv
- Ota Váňa –  kytara, doprovodný zpěv[122]

### Dřívější členové
- Jiří Bušek – kytara
- René Horňák – kytara
- Luboš Illiš –

## Diskografie
- Má jí motorovou (1991)
- Děvky ty to znaj (1993)
- Colorado (1994)
- Země plná trpaslíků (1995)
- Čert na koze jel (1997)
- MegaHu (1999)
- Go satane go (2000)
- Dole v dole (2003)
- Corrida (2006)
- Banditi di Praga (2010)
- Do pekla/do nebe (2015)
- El Presidento  (2022)

## Ocenění
| Rok  | Název ceny                | Kategorie |
| ---- | ------------------------- | --- |
| 2023 | Český slavík 2023         | Skupina roku – 1. místo (42 227 bodů)                                                                        |
| 2022 | Český slavík 2022         | Skupina roku – 1. místo (49 341 bodů)                                                                        |
| 2018 | Výroční ceny OSA          | Populární skladba roku – "Pohoda"                                                                            |
| 2017 | Český slavík Mattoni 2017 | Skupina roku – 1. místo (31 072 bodů)                                                                        |
| 2017 | Výroční ceny OSA          | Populární skladba roku – "Pohoda"                                                                            |
| 2016 | Český slavík Mattoni 2016 | Skupina roku – 1. místo (22 965 bodů)                                                                        |
| 2015 | Český slavík Mattoni 2015 | Skupina roku – 1. místo (29 750 bodů)                                                                        |
| 2014 | Český slavík Mattoni 2014 | Skupina roku – 1. místo (31 174 bodů)                                                                        |
| 2013 | Český slavík Mattoni 2013 | Skupina roku – 2. místo (20 138 bodů)                                                                        |
| 2012 | Výroční ceny OSA          | Turné roku – Turné 2011: Banditi di Praga                                                                    |
| 2012 | Český slavík Mattoni 2012 | Skupina roku – 1. místo (26 837 bodů)                                                                        |
| 2011 | Výroční ceny OSA          | Koncert/Turné roku – Turné 2011: Banditi di Praga                                                            |
| 2011 | Český slavík Mattoni 2011 | Skupina roku – 1. místo (23 079 bodů)                                                                        |
| 2011 | Ceny Anděl 2011           | Nejprodávanější deska roku – Banditi di Praga                                                                |
| 2010 | Český slavík Mattoni 2010 | Skupina roku – 1. místo (28 400 bodů)                                                                        |
| 2009 | Český slavík Mattoni 2009 | Skupina roku – 1. místo (30 007 bodů)                                                                        |
| 2009 | RGM Hudební ceny Óčko     | Domácí kapela roku, Rock & Hard "n" Heavy.                                                                   |
| 2009 | Výroční ceny OSA          | Populární skladba roku – "Kdoví jestli"                                                                      |
| 2008 | Český slavík Mattoni 2008 | Skupina roku – 1. místo (41 444 bodů)                                                                        |
| 2008 | Deska roku 2007           | Nejprodávanější interpret patnáctiletí – 825 606 ks prodaných nosičů.                                        |
| 2007 | Český slavík Mattoni 2007 | Skupina roku – 1. místo (34 070 bodů)                                                                        |
| 2007 | Ceny Anděl 2006           | Nejprodávanější deska roku – Corrida (59 900 ks prodaných nosičů)                                            |
| 2007 | Eurosong 2007             | Vítěz v národním finále Česka – "Malá dáma".                                                                 |
| 2007 | Deska roku 2006           | Absolutní vítěz, Skupina roku – 1. místo, Nejprodávanější deska roku – Corrida (56 900 ks prodaných nosičů). |
| 2006 | Český slavík Mattoni 2006 | Skupina roku – 2. místo (32 406 bodů)                                                                        |
| 2005 | Český slavík Mattoni 2005 | Skupina roku – 2. místo (15 492 bodů)                                                                        |
| 2004 | Český slavík Mattoni 2004 | Skupina roku – 1. místo (44 154 bodů)                                                                        |
| 2004 | Deska roku 2004           | Nejprodávanější DVD/VHS – Kabát 2003–2004 (18 541 ks prodaných nosičů)                                       |
| 2003 | Český slavík Mattoni 2003 | Skupina roku – 1. místo (10 057 bodů)                                                                        |
| 2003 | Český slavík Mattoni 2003 | Nejlepší český videoklip roku – "Dole v dole"                                                                |
| 2003 | Ceny Anděl 2003           | Skupina roku – 1. místo                                                                                      |
| 2003 | Ceny Anděl 2003           | Album roku (rock) – Dole v dole                                                                              |
| 2003 | Ceny Anděl 2003           | Absolutní vítěz                                                                                              |
| 2002 | Český slavík Mattoni 2002 | Skupina roku – 3. místo (8 876 bodů)                                                                         |
| 2002 | Český slavík Mattoni 2002 | Skokan roku – z 58. místa na 14. místo.                                                                      |